# Васильев, Николай Петрович (инженер)
Николай Петрович Васильев — советский инженер, конструктор боеприпасов (артиллерийских снарядов).
Дата рождения пока не выяснена — не позднее 1890 г. Еще в царское время получил высшее инженерное образование.
В 1921—1932 работал в «Мастяжарте» (Мастерские тяжелой и осадной артиллерии): заведующий техническим бюро, заведующий техническим отделом, заместитель директора по технической части.
В 1932—1938 главный инженер завода № 67 (НИО-67).
В 1938—1952 главный технолог ГСКБ-47.
В той или иной степени участвовал во всех разработках и в испытаниях боеприпасов, проводившихся в «Мастяжарте», НИО-67 и ГСКБ-47 в период 1921—1952 гг.
Награждён двумя орденами Ленина (22.05.1939, 1946).